# Franz Loser
Franz Loser (12. března 1862 Rieden bei Bregenz – 15. února 1923 Rieden bei Bregenz) byl rakouský křesťansko sociální politik, na počátku 20. století poslanec Říšské rady, v poválečném období poslanec rakouské Národní rady.

## Biografie
Pocházel z dělnické rodiny. Vychodil národní školu. Původně začínal jako učen v zlatnické továrně. Od roku 1887 působil jako ševcovský mistr v Riedenu. Zasedal v obecní radě v rodném Riedenu. Byl členem živnostenského poradního sboru při ministerstvu obchodu a poradního sboru pro podporu živností při ministerstvu práce. Angažoval se v Křesťansko sociální straně Rakouska. Byl předsedou stranické organizace ve Vorarlbersku. Od roku 1901 až do své smrti byl poslancem Vorarlberského zemského sněmu. Roku 1919 se stal náměstkem zemského hejtmana Vorarlberska.
Na konci 19. století se zapojil i do celostátní politiky. Ve volbách do Říšské rady roku 1897 získal mandát v Říšské radě (celostátní zákonodárný sbor) za všeobecnou kurii, obvod Bregenz, Feldkirch, Bludenz. Mandát tu obhájil ve volbách do Říšské rady roku 1901. Uspěl i ve volbách do Říšské rady roku 1907, konaných poprvé podle všeobecného a rovného volebního práva, kdy byl zvolen za obvod Vorarlbersko 3. Usedl do poslanecké frakce Křesťansko-sociální sjednocení. Mandát obhájil za týž obvod i ve volbách do Říšské rady roku 1911. Usedl do klubu Křesťansko-sociální klub německých poslanců. Ve vídeňském parlamentu setrval až do zániku monarchie. K roku 1911 se profesně uvádí jako zemský poslanec a ševcovský mistr.
V letech 1918–1919 zasedal jako poslanec Provizorního národního shromáždění Německého Rakouska (Provisorische Nationalversammlung).